# Leptostroma pteridis
Leptostroma pteridis är en svampart som beskrevs av Ehrenb. 1818. Leptostroma pteridis ingår i släktet Leptostroma och familjen Rhytismataceae.   Inga underarter finns listade i Catalogue of Life.